# Туукка Раск
Туукка Раск (фін. Tuukka Rask; 10 березня 1987, м. Савонлінна, Фінляндія) — фінський хокеїст, воротар.
Вихованець хокейної школи СаПКо. Виступав за «Ільвес» (Тампере), «Провіденс Брюїнс» (АХЛ), «Бостон Брюїнс», «Пльзень».
В чемпіонатах НХЛ — 83 матчі, у турнірах Кубка Стенлі — 13 матчів.
У складі національної збірної Фінляндії учасник зимових Олімпійських ігор 2014 (4 матчі); учасник EHT 2013. У складі молодіжної збірної Фінляндії учасник чемпіонатів світу 2005, 2006 і 2007. У складі юніорської збірної Фінляндії учасник чемпіонатів світу 2004 і 2005.
Брат: Йоонас Раск.
Досягнення
- Бронзовий призер зимових Олімпійських ігор (2014)
- Володар Кубка Стенлі (2011)
- Бронзовий призер молодіжного чемпіонату світу (2006).

Нагороди
- Трофей Везини (2014)
- Друга команда всіх зірок НХЛ — 2020.